# Lhok Awe Teungoh
Lhok Awe Teungoh is een bestuurslaag in het regentschap Bireuen van de provincie Atjeh, Indonesië. Lhok Awe Teungoh telt 1600 inwoners (volkstelling 2010).